# Hydrogenšťavelany
Hydrogenšťavelany jsou soli aniontu se vzorcem HOOCCOO−, odvozeného od kyseliny šťavelové odštěpením jednoho protonu nebo od šťavelanového aniontu ((COO) 2−
2 ) navázáním protonu. Hydrogenšťavelany jsou amfoterní (mohou se chovat jako kyseliny i jako zásady).
K nejrozšířenějším solím z této skupiny patří hydrogenšťavelan sodný (HOOCCOONa), hydrogenšťavelan draselný (HOOCCOOK),
hydrogenšťavelan amonný (HOOCCOONH4), hydrogenšťavelan rubidný (HOOCCOORb) a dimethylamonný ((HOOCCOOCH3)2NH2).

## Struktura
Většina hydrogenšťavelanů se vyskytuje v podobě hydrátů, například hydrogenšťavelan draselný krystalizuje jako hemihydrát, 2 HOOCCOOK·H2O. Tyto látky mívají složitější struktury, vytvořené vodíkovými vazbami a interakcemi mezi anionty a kationty. Zahřátím uvolňují hydráty krystalovou vodu:
2 HOOCCOOK·H2O → 2 HOOCCOOK + H2O